# Personalverband öffentlicher Verwaltungen Liechtensteins
Der Personalverband öffentlicher Verwaltungen Liechtensteins (PVL) ist ein Liechtensteinischer Personalverband für den Service Public und vertritt die Angestellten der öffentlichen Dienste insbesondere der öffentlichen Verwaltung und Gemeinden. Der Verbandssitz ist Vaduz. Seit 2005 ist Thomas Klaus Präsident des Personalverbandes öffentlicher Verwaltungen Liechtensteins.
Der Personalverband ist ein politisch unabhängiger Verband zur Wahrung und Förderung der Interessen seiner Mitglieder.

## Geschichte
Der Verein ist im Jahr 2000 aus dem damaligen Beamtenverband erwachsen, da mit dem neuen Staatspersonalgesetz das Beamtentum in Liechtenstein abgeschafft wurde und die Verwaltung insbesondere in der Personalgesetzgebung in weiten Teilen stark liberalisiert wurde. Ziel ist und war es, insbesondere die Mitwirkungsrechte der Angestellten im Service Public im Fürstentum Liechtenstein zu etablieren und zu festigen.
Chronologie
- 1977–1993: Verband des liechtensteinischen Staats- und Gemeindepersonals
- 1993–2000: Verband der Beamtinnen, Beamten und Angestellten der Landesverwaltung, der Gemeinden, der Gerichtsbarkeit und der Richterinnen und Richter Liechtensteins (Beamtenverband)
- seit 2000: Personalverband öffentlicher Verwaltungen Liechtensteins (PVL)

## Aufbau und Struktur
Der Personalverband (PVL) ist rechtlich als Verein organisiert und wird basisdemokratisch geführt. Die leitenden Organe sind der Präsident und der Vorstand. Der PVL informiert seine Mitglieder grundsätzlich mittels Personalinformationen oder über die liechtensteinischen Medien. Der Organisierungsgrad in der öffentlichen Verwaltung liegt zwischen 55 und 65 % der Angestellten.
Die Mitgliedschaft ist freiwillig und ordentliche Mitglieder des PVL können folgende natürliche Personen werden:
- Regierungsmitglieder, Staatsangestellte und Angestellte der der Regierung unterstellten Amtsstellen (einschliesslich der Staatsanwaltschaft, der Gerichtsbarkeit sowie vollamtliche Richter)
- Angestellte des Landtagspräsidiums sowie Angestellte der dem Landtag unterstellten Amtsstellen und Organisationseinheiten
- Angestellte der der Liechtensteinischen Landesverwaltung angeschlossenen Betriebe
- Angestellte von Institutionen des öffentlichen Rechts
- Angestellte der Gemeindeverwaltungen.

Zu den Aufgabenschwerpunkten zählen:
- Vertretung der Verbandsinteressen gegenüber der Arbeitgeberin
- Erarbeitung von Stellungnahmen zu allen Themen, welche die Verbandsinteressen berührten[4]
- Förderung der Mitsprache, Mitbestimmung und Mitverantwortung
- Periodische Information der Mitglieder
- Öffentlichkeitsarbeit
- Zusammenarbeit mit anderen Berufsorganisationen

- Kommissionen (Personalkommission, Gleichstellung etc.)

- Rechtsberatung und Hilfestellung bei allfälligen sich in Zusammenhang mit dem Arbeitsverhältnis ergebenden Problemen

## Dienstleistungen
Der PVL engagiert sich für seine Mitglieder durch Interessenvertretung, Beratung und Betreuung, Aus-, Fort- und Weiterbildung, Information und Öffentlichkeitsarbeit, soziale Gemeinschaft getreu dem Motto: «miteinander und füreinander».